# Vrije Vrouwenvereeniging

Wilhelmina Drucker, een van de oprichters van de Vrije Vrouwenvereniging. Foto: Collectie IAV - Atria.

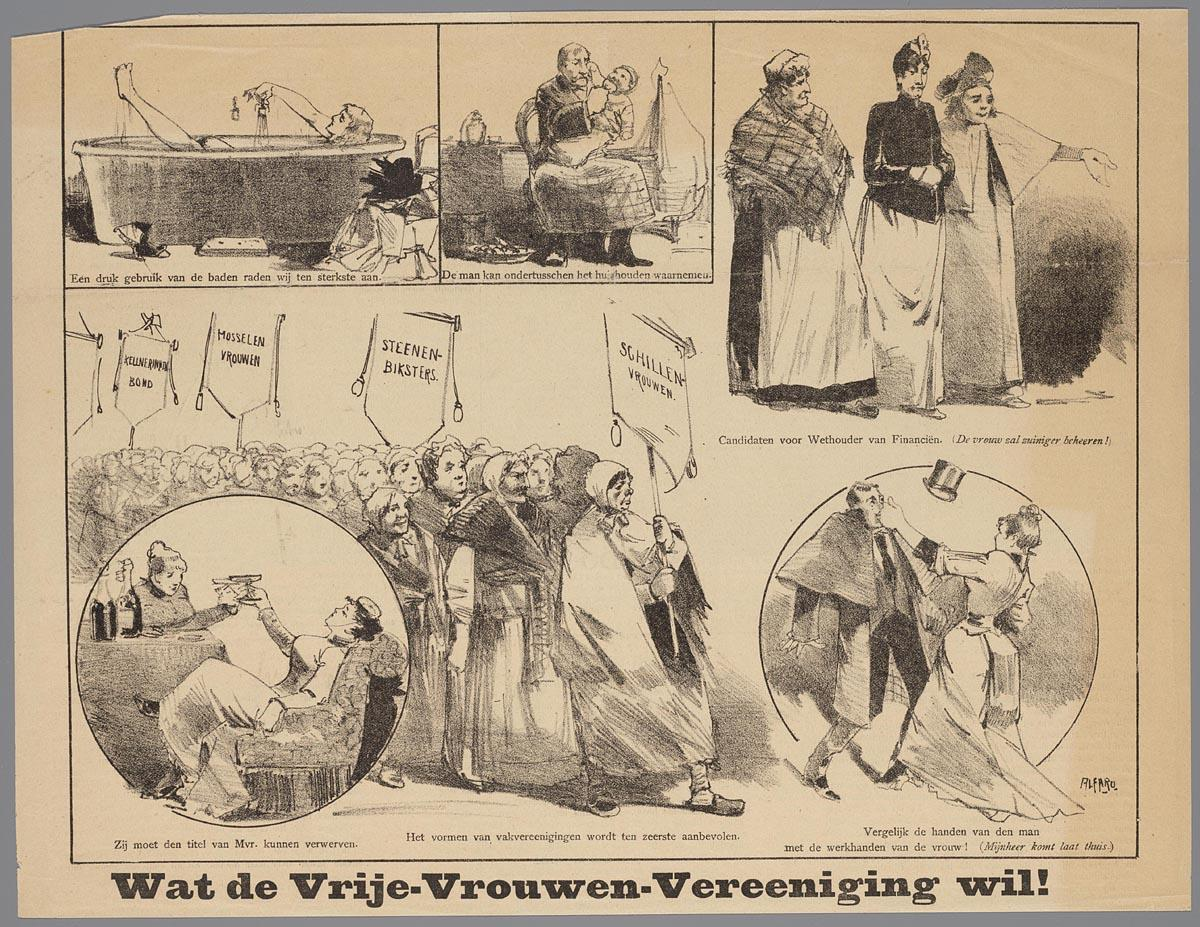
Prent van Alfaro waarin de spot wordt gedreven met de Vrije Vrouwenvereeniging

De Vrije Vrouwenvereeniging was een belangenvereniging die zich inzette voor de emancipatie en vrouwenrechten in Nederland. In oktober 1889 richtte Wilhelmina Drucker met de gezusters Grietje en Henriette Cohen, Theodora van Campen-Doesburg, Feitje Acronius-Duinker en Maria Mater-Vonk de vereniging op. De vereniging werd op 5 oktober in Café Suisse in Amsterdam officeel geconstitueerd. Drucker werd de  voorzitster en hoewel ze zelf socialistisch was, werd de vereniging geacht niet onder een dogmatisch vaandel actief te zijn. De vereniging was vrij in de zin van vrij van partij, dogma of klasse. De vereniging wordt gezien als de eerste in haar soort binnen Nederland. 
Het algemene doel van de vereniging was intellectuele en politieke ontwikkeling van de vrouw. In het bijzonder hield de vereniging zich bezig met strijden voor het vrouwenkiesrecht, maar ging ook verder dan enkele andere vrouwenbewegingen, daar zij ook vond dat vrouwen niet alleen kiesrecht moesten krijgen, maar dat alle rechten gelijk moesten zijn voor man en vrouw, waaronder de toegang van vrouwen tot arbeid. De VVV werd in 1893 actief met publieke lezingen en richtte een blad op, Evolutie, dat bleef voortbestaan tot 1926, nadat de vereniging zelf al ter ziele was gegaan. Het blad stond na de oprichting onder redactie van Drucker en Theodora Schook-Haver.
De VVV werkte samen met de socialisten om een grondwetswijziging voor het algemeen kiesrecht erdoor te krijgen. Dit zou dan in ruil zijn voor socialistische inspanning kort erna voor vrouwenkiesrecht. Deze samenwerking kwam al snel op de helling toen socialisten als Henri Polak en Frank van der Goes aangaven dat zij de eisen van de VVV te ver vonden gaan. In de loop van de jaren kalfde de steun voor de vereniging af, maar was er in 1898 nog een hoogtepunt toen zij in Den Haag een expositie organiseerde over vrouwenarbeid, in het kader van de inhuldiging van koningin Wilhelmina.

## Voetnoten en referenties
1. ↑  Biografie Wilhelmina Drucker
2. 1 2 3  Dr. W.H. Posthumus-van der Goot en dr. Anna de Waal (1977). Van moeder op dochter: de maatschappelijke positie van de vrouw in Nederland vanaf de Franse tijd. SUN Socialistische Uitgeverij Nijmegen [1948], pp. 93-95. ISBN 9061685257.
3. ↑  Geschiedenis van div. vrouwenorganisaties bij kennisinstituut Atria